# Football Club Osaka
Football Club Osaka (em japonês, FC大阪, Efu Shī Osaka) é um clube de futebol japonês que joga na terceira divisão da J-League. O nome da equipe principal FC Osaka foi alterado para F.C. Osaka (F.C.大阪, Efu. Shī. Osaka) em 1 de janeiro de 2021. Em 12 de janeiro de 2022, o nome foi alterado novamente para FC Osaka.

## Parcerias
Em 2 de setembro de 2014, o FC Osaka anunciou uma parceria com o Sporting Clube de Macau que torna possível a transferência de jogadores entre Macau e o Japão.
Em 7 de Junho de 2023, o FC Osaka anunciou parceria com o Grêmio Foot-Ball Porto Alegrense, tendo como objetivo expandir a marca do Grêmio no Japão e ampliar a busca por novos patrocínios para o time brasileiro.

## Links
- Site oficial (em japonês)